# 세키한
세키한(일본어: 赤飯)은 일본의 팥찹쌀밥이다. 일본에는 여자 청소년이 첫 생리를 하면, 여자 어른으로 자라감을 뜻하기 때문에 세키한으로 축하해주는 전통이 있다.